# Niebo północne

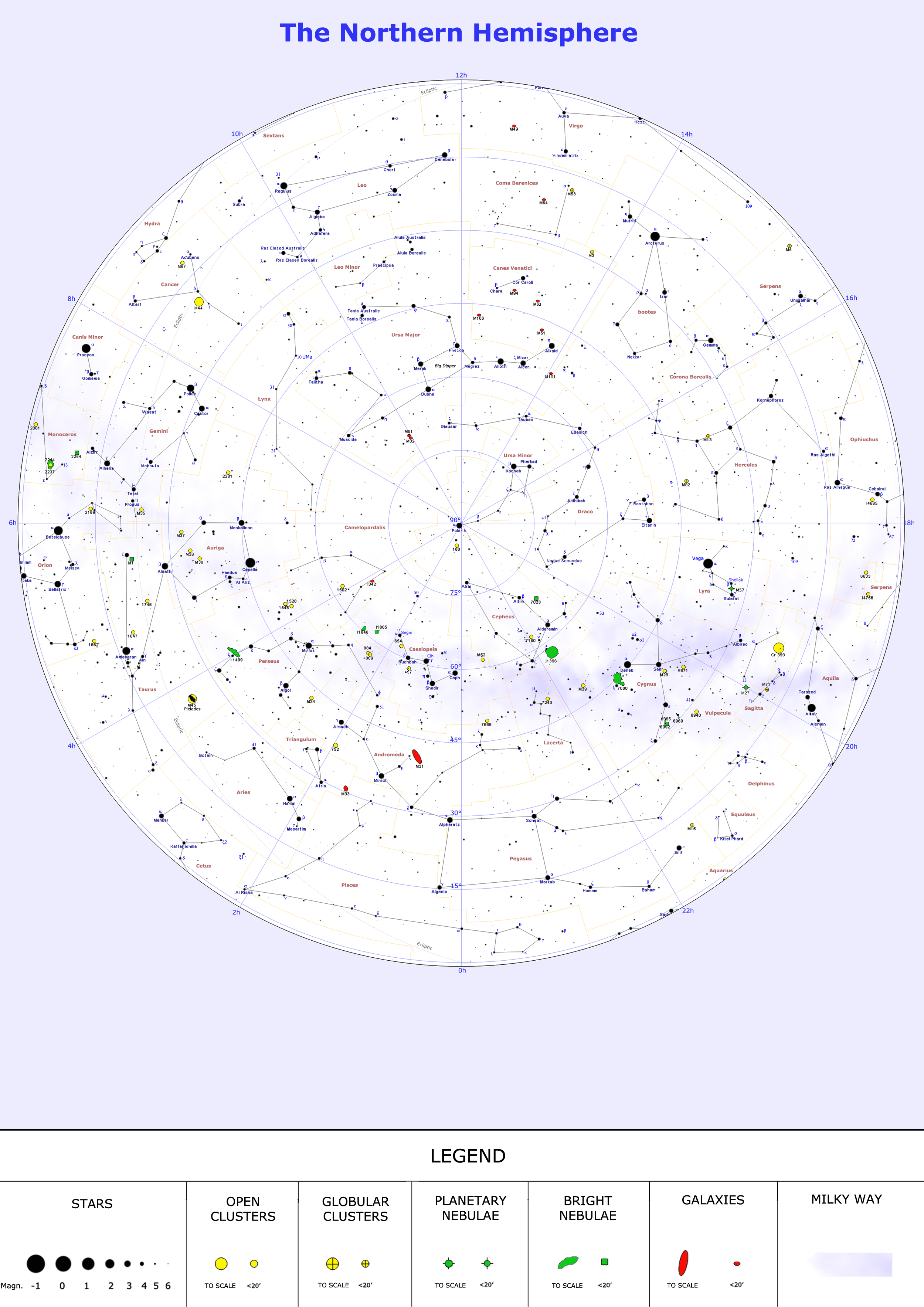
Mapa nieba północnego.

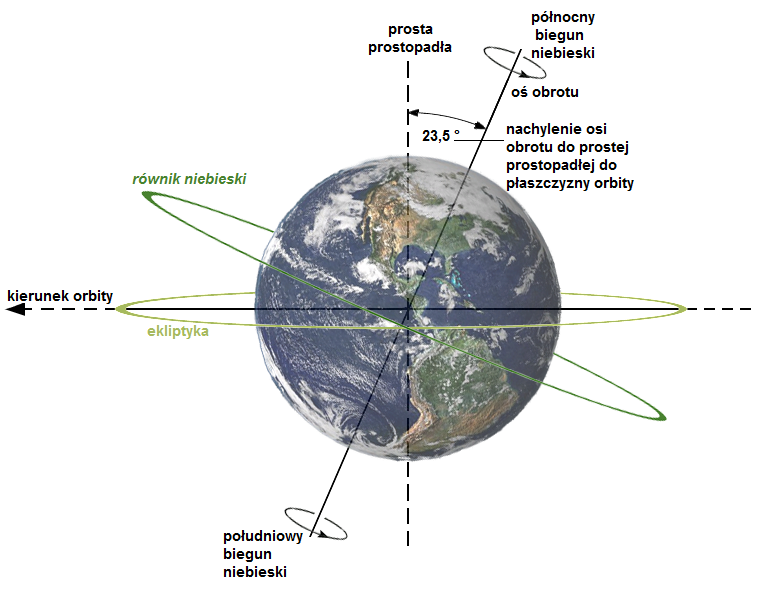
Równik niebieski dzielący niebo na niebo północne i niebo południowe.

Niebo północne – półsfera sfery niebieskiej na północ od równika niebieskiego. Płaszczyzna równika niebieskiego dzieli sferę niebieską na niebo północne i niebo południowe.
Jest to część nieba, widoczna dla obserwatora znajdującego się w środku Ziemi stojącego na nieprzeźroczystej powierzchni będącej płaszczyzną równika niebieskiego z głową skierowaną w kierunku bieguna północnego.
W praktyce  dla każdego obserwatora znajdującego na półkuli północnej niebo północne jest naturalnym firmamentem. Obserwator znajdujący się na równiku widzi zarówno niebo północne jak i południowe. W czasie podróży na północ obserwator będzie mógł widzieć coraz mniej nieba południowego, a więcej północnego. Gdy znajdzie się na biegunie północnym, to będzie mógł widzieć tylko niebo północne.

## Gwiazdozbiory nieba północnego
Do najbardziej rozpoznawalnych gwiazdozbiorów nieba północnego należą: Wielka Niedźwiedzica, Mała Niedźwiedzica (z gwiazdą północną), Kasjopeja i Cefeusz. 